# 羅丁谷站
羅丁谷站（英語：Roding Valley tube station）是倫敦地鐵的一個車站，位於大倫敦地區以北埃塞克斯郡的巴克赫斯特山地區。羅丁谷站是中央線的車站，其鄰接車站是齊格威爾站和伍德福德站，位於倫敦第4收費區。2014年，羅丁谷站的乘客數每月有26萬人次。

## 外部連結
- London Transport Museum Photographic Archive （页面存档备份，存于）
  - Roding Valley Halt station, 1937
  - Roding Valley station shortly after Underground services commenced, 1948